# Coelichneumon nudicoxator
Coelichneumon nudicoxator là một loài tò vò trong họ Ichneumonidae.